# Tasikmalaya
Tasikmalaya (vaak afgekort tot Tasik, oude spelwijze: Tasikmalaja) is een op West-Java gelegen stad in Indonesië. Het ligt 100 kilometer ten zuidoosten van de provinciehoofdstad Bandung en ligt op een hoogte van 300 tot 350 meter in het Preanger hoogland. Het heeft ruim 800.000 inwoners (2015). Het gelijknamige regentschap ligt direct ten zuiden van de stad.

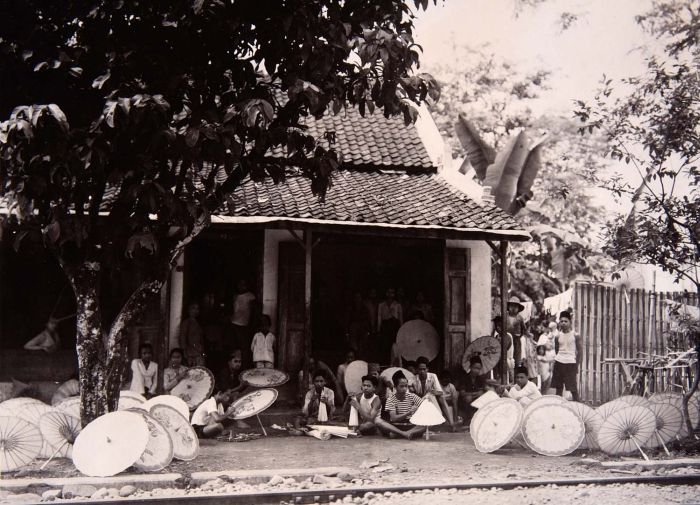
Een van de specialiteiten van Tasikmalaya; het vervaardigen van parasols (1925-1933).

De bevolking behoort grotendeels tot de Soendanese bevolkingsgroep, met een kleine chinese minderheid.
In de stad en omgeving wordt veel en mooi traditioneel handwerk gemaakt en geëxporteerd. Er is een universiteit (Siliwangi genaamd).
Het gebied kent vele moslimsinstituten en staat bekend als conservatief moslimgebied. In het verleden (1948 tot in 1962) heerste in deze omgeving het leger van de Darul Islam dat een moslimstaat wilde vestigen, en uiteindelijk door het reguliere Indonesische leger verslagen werd. In 1996 waren er grootschalige opstanden, vooral tegen de chinezen. Nog regelmatig zijn er moslimopstandjes. In de stad bevindt zich de Masjid Agung Tasikmalaya.

## Geboren in Tasikmalaya
- Susi Susanti (1971), badmintonster
- Eka Kurniawan (1975), journalist, grafisch ontwerper en stripschrijver